# Hoogheemraadschap van de Bernisse
Het Hoogheemraadschap van de Bernisse was een waterschap in de Nederlandse provincie Zuid-Holland en was verantwoordelijk voor de dijken en de afwatering van de inliggende polders rond het water de Bernisse. Het was in 1862 ontstaan bij de splitsing van de Generale Dijkage van Voorne in het Hoogheemraadschap van Voorne en het Hoogheemraadschap van de Bernisee.